# Rodošek
Rodošek je priimek več znanih Slovencev:
- Edo Rodošek (1932—2021), gradbenik, univ. prof.; pisatelj in prevajalec znanstvene fantastike
- Engelbert (Berti) Rodošek (1943—2017), skladatelj, dirigent, pianist in aranžer
- Jasna Rodošek (*1959), RTV-napovedovalka, radijska voditeljica
- Marko Rodošek, oblikovalec spletnih strani in celostnih grafičnih podob
- Tatjana Rodošek (*1952), fotografinja
- Vanesa Rodošek (*1994), grafična oblikovalka
- Vlasta Rodošek, gradbenica
- Zlata Rodošek (1922—2002), gledališka igralka